# Parcul Prundu
Parcul Prundu este un parc aflat în cartierul omonim, Pitești, județul Argeș, România. Pe o colină din parc se află un Monument al eroilor români din Primul Război Mondial.

## Istoric
Parcul a fost întemeiat după demolarea unor case din cartierul Prundu, Pitești. Monumentul eroilor era așezat inițial în fața unei biserici, însă a fost mutat în anii 1970 în parc.

## Legături Externe
- Parcul Prundu la Primăria Pitești Arhivat în 20 decembrie 2016, la Wayback Machine.
- Parcul Prundu la Wikimapia